# Marta Sanz Gilmartín

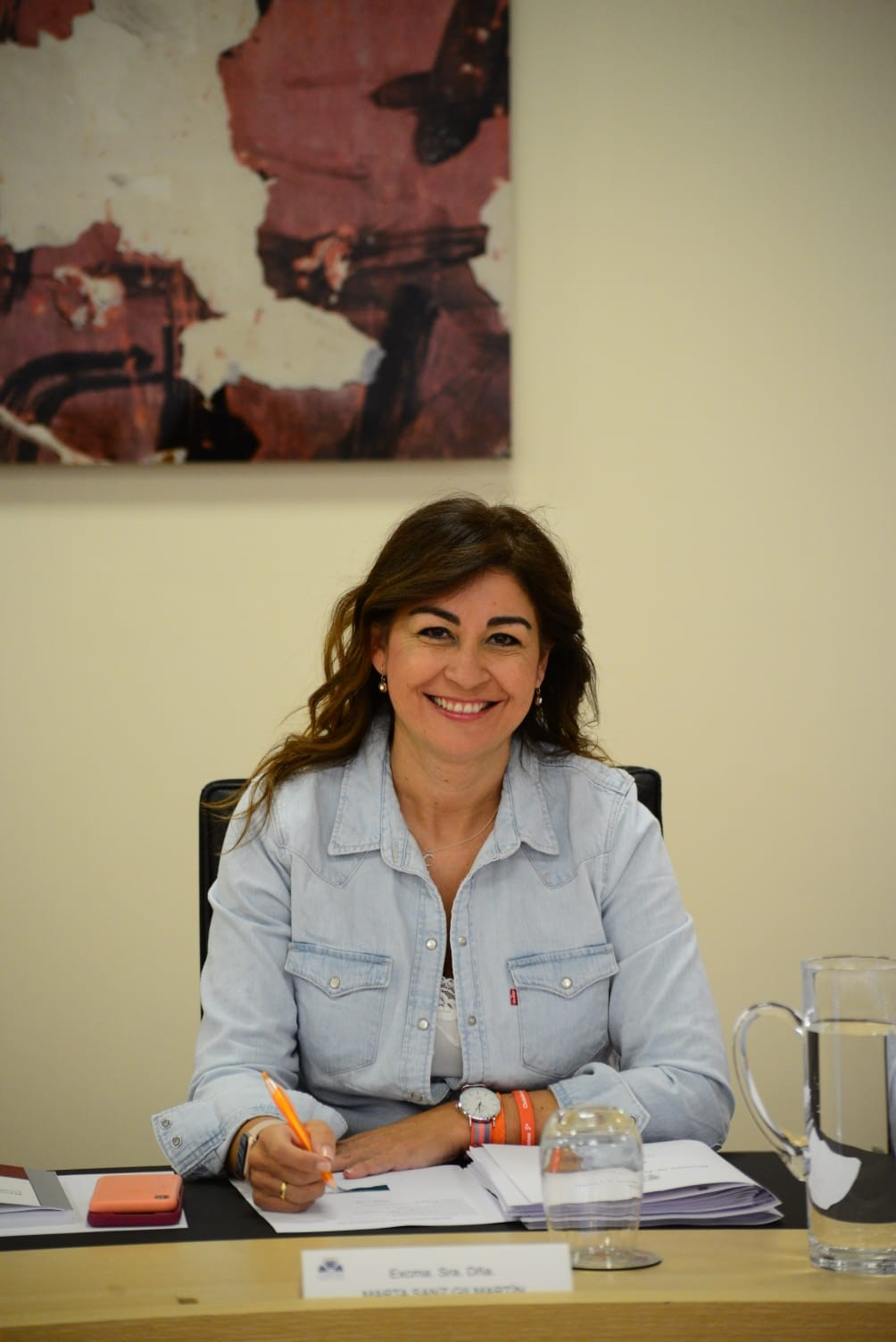
Secretaria 3º Mesa de las Cortes X Legislatura

Marta Sanz Gilmartín (Segovia, 1976) es una política española, procuradora de las Cortes de Castilla y León por la Circunscripción electoral de Segovia en la X Legislatura por Ciudadanos.

## Biografía
Nacida en Segovia, pero natural de Cuéllar, donde realizó todos sus estudios primarios y de donde es toda su familia.
Maestra de infantil y primaria,  Diplomada en la Universidad de Valladolid y graduada en la Universidad pontificia de Salamanca. Posee la especialidad de educación física y está habilitada en Pedagogía Terapéutica por la Universidad de Las Palmas de Gran Canaria e Inglés por la Trinity School of London. Ha ejercido su carrera en Canarias y en Castilla y León.
Trabajó como dependienta de una tienda de deportes, azafata de congresos, azafata de pasaje en el aeropuerto de Fuerteventura y colaboró con Onda Cero Segovia en las retransmisiones de fútbol de tercera división.

## Carrera política
En 2019 encabezó la lista de Ciudadanos a las Cortes de Castilla y León por la provincia de Segovia, acompañando a Francisco Igea candidato por Cs a la Presidencia de la Junta. Nombrada una de las procuradoras que componen las cortes, ocupa además la Secretaría Tercera de la Mesa dentro del órgano autonómico. Desde septiembre de 2020 forma parte de la dirección autonómica de Ciudadanos en Castilla y León.
En la X legislatura es la portavoz de la comisión de Educación y del procurador del Común.
Actualmente y desde finales de 2022, es miembro del Partido popular y maestra honorífica del Gabriel y Galán